# 万斯 (南卡罗来纳州)
万斯（英文：Vance），是美国南卡罗来纳州下属的一座城市。城市类型是“Town”。其面积大约为0.51平方英里（1.31平方公里）。根据2010年美国人口普查，该市有人口170人，人口密度约为每平方 英里336.63人（约合每平方公里129.98人）。